# Barbat na Rabu
Barbat na Rabu je naselje na Hrvaškem, ki upravno spada pod mesto Rab; le-to pa spada pod Primorsko-goransko županijo.

## Geografija
Barbat je razpotegnjeno naselje ki ga sestavlja več zaselkov na jugozahodni obali otoka ob Barbatskem kanalu s središčem ob cerkvi sv. Stjepana.
Mimo naselja pelje cesta od trajektnega pristanišča v zalivu Mišnjak do mesta Rab.
Vzporedno z Barbatom se razteza ozek otok Dolin. V vmesnem Barbatskem kanalu je priljubljeno območje za jadranje na deski, v preteklosti pa se je tam pogosto izvajalo tudi smučanje na vodi, ki pa je zaradi prepovedi glisiranja 300 metrov od obale, danes prepovedano. Morski tok v kanalu dosega hitrost do 1,5 m/s, kar je lahko za nevešče plavalce nevarno.
Pod naseljem je več privezov na pomolu pri nekdanji restavraciji »Kordić«, priveze pa danes upravlja »Marina Pičuljan«. Globina morja pri pomolu dolgem okoli 40 m je do 3 m. V bližini je že omenejna marina »Marina Pičuljan« z več pomoli in premičnim 30 tonskim dvigalom ter z znamenito manjšo ladjedelnico..
Marina ima 40 privezov v morju pri globini 4,5 m in 40 mest na kopnem, servisno delavnico in splavno drčo.

## Zgodovina
V župnijski cerkvi hranijo zanimivo razpelo iz 14. stol., sama cerkev pa je bila zgrajena leta 1850, na mestu nekdanjega beneditinskega samostana. Samostan se v starih listinah prvič omenja že v 11. stol. Na hribu sv. Damnjana nad Barbatom so ostanki prazgodovinske stavbe in srednjeveške trdnjave.

## Demografija
| Pregled števila prebivalcev po letih | Pregled števila prebivalcev po letih | Pregled števila prebivalcev po letih | Pregled števila prebivalcev po letih | Pregled števila prebivalcev po letih | Pregled števila prebivalcev po letih | Pregled števila prebivalcev po letih | Pregled števila prebivalcev po letih | Pregled števila prebivalcev po letih | Pregled števila prebivalcev po letih | Pregled števila prebivalcev po letih | Pregled števila prebivalcev po letih | Pregled števila prebivalcev po letih | Pregled števila prebivalcev po letih | Pregled števila prebivalcev po letih |
| ------------------------------------ | ------------------------------------ | ------------------------------------ | ------------------------------------ | ------------------------------------ | ------------------------------------ | ------------------------------------ | ------------------------------------ | ------------------------------------ | ------------------------------------ | ------------------------------------ | ------------------------------------ | ------------------------------------ | ------------------------------------ | ------------------------------------ |
| 1857                                 | 1869                                 | 1880                                 | 1890                                 | 1900                                 | 1910                                 | 1921                                 | 1931                                 | 1948                                 | 1953                                 | 1961                                 | 1971                                 | 1981                                 | 1991                                 | 2001                                 |
| 424                                  | 598                                  | 669                                  | 711                                  | 719                                  | 820                                  | 820                                  | 1019                                 | 1128                                 | 1238                                 | 920                                  | 952                                  | 980                                  | 1055                                 | 1205                                 |